# Wiktor Kakoschyn
Wiktor Oleksandrowytsch Kakoschyn (ukrainisch Віктор Олександрович Какошин; * 11. Oktober 1957 in Kiew) ist ein ehemaliger sowjetischer Ruderer, der 1980 eine olympische Bronzemedaille im Achter gewann.

## Sportliche Karriere
Der 1,92 m große Ruderer von Dynamo Kiew war Mitglied des sowjetischen Achters, der bei den Weltmeisterschaften 1979 in Bled die Bronzemedaille hinter den Booten aus der DDR und aus Neuseeland gewann. Dieser Achter trat in der Besetzung Wiktor Kakoschyn, Ihar Majstrenka, Oleksandr Manzewytsch, Witali Moroz, Andrei Ruditsin, Oleksandr Tkatschenko, Andrij Tyschtschenko, Andrej Luhin und Steuermann Hryhorij Dmytrenko an.
Vor den Olympischen Spielen 1980 in Moskau rückten Jonas Pinskus und Jonas Narmontas für Moroz und Ruditsin ins Boot. Bei der olympischen Regatta gewann der sowjetische Achter den ersten Vorlauf vor den Briten, im anderen Vorlauf qualifizierte sich der Achter aus der DDR direkt für das Finale. Die anderen vier Finalteilnehmer erreichten das Finale über die Hoffnungsläufe. Im Finale gewann der Achter aus der DDR mit fast drei Sekunden Vorsprung vor den Briten. 0,74 Sekunden hinter den Briten erreichte der sowjetische Achter das Ziel mit einer Sekunde Vorsprung vor dem viertplatzierten Boot aus der Tschechoslowakei.